# Apogonia subaenea
Apogonia subaenea är en skalbaggsart som beskrevs av Hermann Julius Kolbe 1914. Apogonia subaenea ingår i släktet Apogonia och familjen Melolonthidae. Inga underarter finns listade i Catalogue of Life.